# Eel River (White River)
Der Eel River ist ein rechter Nebenfluss des White River im US-Bundesstaat Indiana. Er hat eine Länge von 85 km. Sein Einzugsgebiet umfasst ein Areal von 3126 km². Der mittlere Abfluss am Pegel Bowling Green beträgt 26,6 m³/s. 

## Verlauf
Der Eel River entsteht am Zusammenfluss von Big Walnut Creek (rechts) und Mill River (links) im Clay County knapp 6 km nördlich der Ortschaft Poland.  
Der Eel River fließt anfangs in südwestlicher Richtung und passiert die Ortschaft Bowling Green. Er fließt in einem weiten Bogen um Clay City und ändert seine Fließrichtung dabei nach Südost. Bei Worthington mündet der Eel River schließlich in den White River.